# 藤森可樂
藤森可樂（Fuji-Cola）是由秘魯前總統藤森謙也的支持者推出的碳酸飲料，擬用作籌募2006年秘魯總統選舉的競選經費。該產品已由其兒子藤森健二取得註冊商標。
由於藤森於2005年在智利被捕，獲釋後一直於智利停留，因此並未參加秘魯總統選舉，也未見有任何產品上市。